# Eteònic
Eteònic (en llatí Eteonicus, en grec antic Ἐτεόνικος) fou un militar espartà que va viure al segle iv aC i va morir després de l'any 389 aC.
El 412 aC era el lloctinent de l'almirall Astíoc i va cooperar amb el seu cap en les fallides operacions contra Lesbos, segons diu Tucídides. Després va ser harmost (governador) de Tasos, on es va instal·lar un govern oligàrquic, però el 410 aC el partit oligàrquic i ell mateix van ser expulsats del poder pels demòcrates, diu Xenofont.
L'any 406 aC apareix servint a les ordres de Cal·licràtides que el va deixar al front del bloqueig de Conó a Mitilene mentre Cal·licràtides anava a fer front als reforços atenencs. Després de la batalla naval de les Arginuses, per un estratagema, va aconseguir conduir les forces de terra cap a Metimna i ell dirigia les forces navals cap a Quios i més tard va poder rescatar a l'exèrcit de terra. Durant la seva estada a Quios va reprimir un complot preparat per part de les tropes sota el seu comandament per conquerir l'illa. Probablement és el mateix Eteònic que després va servir com oficial sota Anaxibi de Bizanci (400 aC) i que Xenofont menciona a l'Anàbasi. El 389 aC se'l menciona per última vegada com a harmost d'Egina.